# Dorchester (Nouveau-Brunswick)
Cet article concerne le village canadien. Pour la localité voisine, voir Paroisse de Dorchester. Pour les autres significations, voir Dorchester.
Dorchester est une localité canadienne située dans le comté de Westmorland au sud-est du Nouveau-Brunswick. Elle fait partie de la ville de Tantramar depuis 2023.

## Toponymie

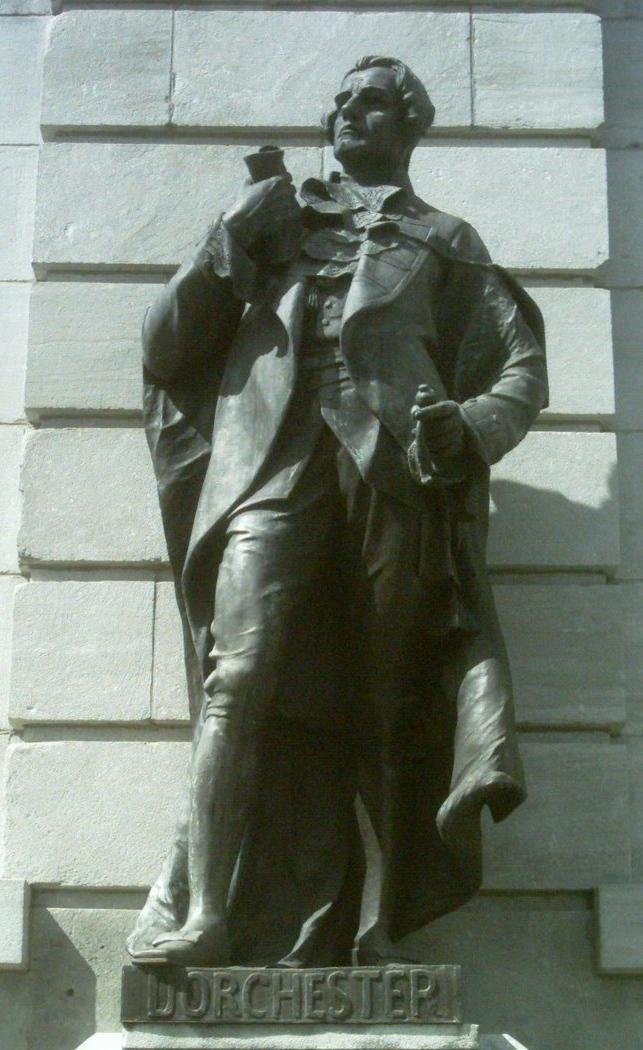
Le baron de Dorchester.

Dorchester s'appelait à l'origine Bostford, en l'honneur d'Amos Botsford (1742-1812), un Loyaliste qui fut président de l'Assemblée législative du Nouveau-Brunswick. Le nom actuel fait référence à Sir Guy Carleton, 1er baron de Dorchester (1724-1808), premier gouverneur général de l'Amérique du Nord britannique.

## Géographie

### Situation
Dorchester est situé à une quarantaine de kilomètres de route au sud de Moncton. Sa superficie est de 5,74 km2.

## Histoire
Royaume de France (1755-1763)

 Royaume de Grande-Bretagne (1763-1801)

 Royaume-Uni de Grande-Bretagne et d'Irlande (1801-1867)

Dorchester est situé dans le territoire historique des Micmacs, plus précisément dans le district de Sigenigteoag, qui comprend l'actuel côte Est du Nouveau-Brunswick, jusqu'à la baie de Fundy. D'après des cartes françaises de 1755, il y a un campement micmac sur le site Dorchester. Un village micmac aurait existé avant 1834 près du ruisseau Palmers, et un autre au nord, près du chemin Woodhurst.
Le village moderne de Dorchester est fondé en 1755. En 1801, Dorchester remplace le fort Beauséjour, alors dans la paroisse de Westmorland, au titre de chef-lieu du comté. Dorchester est constitué en tant que ville en 1911. L'école consolidée de Dorchester est inaugurée en 1949. En 9 novembre 1966, le statut de Dorchester passe de ville à village.
Le 1er janvier 2023, Dorchester fusionne avec Sackville, dans le cadre de la réforme territoriale de la province, pour former la nouvelle ville de Tantramar.

## Population et société

### Démographie
(juillet 2016).
Il y avait 1 119 habitants en 2006 contre 1 179 en 1996, soit une baisse de 5,1 % en 10 ans. En termes de population, Dorchester se classe au 59e rang de la province.
| 1981  | 1986  | 1991 | 1996  | 2001 | 2006  | 2011  | 2016  |
| ----- | ----- | ---- | ----- | ---- | ----- | ----- | ----- |
| 1 101 | 1 198 | 848  | 1 179 | 954  | 1 119 | 1 167 | 1 096 |

| Évolution des langues maternelles (en %) | Légende                                                         |
| ---------------------------------------- | --------------------------------------------------------------- |
|                                          | - Anglais - Français - Anglais et français - Autre(s) langue(s) |
| Sources,:                                |                                                                 |

### Logement
Le village comptait 229 logements privés en 2006, dont 205 occupés par des résidents habituels. Parmi ces logements, 75,6 % sont individuels, 0,0 % sont jumelés, 0,0 % sont en rangée, 0,0 % sont des appartements ou duplex et 4,9 % sont des immeubles de moins de cinq étages. Enfin, 17,1 % des logements entrent dans la catégorie autres, tels que les maisons-mobiles. 75,6 % des logements sont possédés alors que 24,4 % sont loués. 87,8 % ont été construits avant 1986 et 29,3 % ont besoin de réparations majeures. Les logements comptent en moyenne 7,3 pièces et 0,0 % des logements comptent plus d'une personne habitant par pièce. Les logements possédés ont une valeur moyenne de 140 889 $, comparativement à 119 549 $ pour la province.

### Vie locale
Dorchester possède une bibliothèque publique.
L'école Dorchester Consolidated est une école publique anglophone accueillant les élèves de la maternelle à la 8e année. Elle fait partie du district scolaire 2. Les élèves doivent poursuivre leurs études à Sackville.
Dorchester possède une caserne de pompiers et un bureau de poste. Le détachement de la Gendarmerie royale du Canada le plus proche est situé à Memramcook.
L'église de la Sainte-Trinité est une église anglicane.

## Politique et administration
Dorchester est le chef-lieu du comté de Westmorland depuis sa création en 1784. Depuis l'abolition de la municipalité de comté, en 1966, le village n'a plus d'importance administrative.

### Conseil municipal
Le conseil municipal était formé d'un maire et de quatre conseillers généraux, élus pour quatre ans. Lors des élections du 12 mai 2008, le maire est élu par acclamation. Les conseils municipaux suivants sont élus lors des élections du 14 mai 2012, puis le 10 mai 2016. Les dernières élections avant la fusion avec Sackville se tiennent le 10 mai 2021.
| Mandat      | Fonctions   | Nom(s)                                                                |
| ----------- | ----------- | --------------------------------------------------------------------- |
| 2012 - 2016 | Maire       | Jerome Simon Bear                                                     |
| 2012 - 2016 | Conseillers | Robert Corketon, Grant E. MacDonald, Susan Macdonald, Kim M. MacLeod. |

| Mandat      | Fonctions   | Nom(s)                                                               |
| ----------- | ----------- | -------------------------------------------------------------------- |
| 2008 - 2012 | Maire       | Melvin J. Goodland                                                   |
| 2008 - 2012 | Conseillers | Jerome S. Bear, Robert Corketon, Grant E. MacDonald, Kim M. MacLeod. |

| Période                                  | Période | Identité               | Étiquette | Qualité |
| ---------------------------------------- | ------- | ---------------------- | --------- | ------- |
| 198?                                     | 199?    | E. Ross Monk           |           |         |
| 1995                                     | 2001    | Wayne Feindel          |           |         |
| 2001                                     | 2012    | Melvin Goodland        |           |         |
| 2012                                     | 2021    | Jerome Simon Bear      |           |         |
| 2021                                     | 2022    | Debbie Wiggins-Colwell |           |         |
| Les données manquantes sont à compléter. |         |                        |           |         |

### Commission de services régionaux
Dorchester fait partie de la Région 7, une commission de services régionaux (CSR) devant commencer officiellement ses activités le 1er janvier 2013. Dorchester est représenté au conseil par son maire. Les services obligatoirement offerts par les CSR sont l'aménagement régional, la gestion des déchets solides, la planification des mesures d'urgence ainsi que la collaboration en matière de services de police, la planification et le partage des coûts des infrastructures régionales de sport, de loisirs et de culture; d'autres services pourraient s'ajouter à cette liste.

### Représentation et tendances politiques
Canada : Dorchester fait partie de la circonscription fédérale de Beauséjour. Cette circonscription est représentée à la Chambre des communes du Canada par Dominic LeBlanc, du Parti libéral.
 Nouveau-Brunswick : Dorchester fait partie de la circonscription provinciale de Memramcook-Tantramar, qui est représentée à l'Assemblée législative du Nouveau-Brunswick par Megan Mitton, du Parti vert, élue en 2018 et réélue en 2020.

## Économie
Entreprise Sud-Est, membre du Réseau Entreprise, a la responsabilité du développement économique.
Malgré les problèmes prévus liés au site et aux fortes marées, les travaux de construction d’une usine d’engrais chimiques à Dorchester Cape commencent le 31 octobre 1964. L’usine fait faillite 3 ans et 10 millions de dollars plus tard.

## Culture

### Langues
Selon la Loi sur les langues officielles, Dorchester est officiellement anglophone puisque moins de 20 % de la population parle le français.

### Architecture et monuments
Dorchester compte un lieu historique national, un lieu historique provincial et seize lieux historiques locaux.
- La maison Chandler, située sur la rue Main, est un bâtiment en pierres de deux étages construit en 1831 dans le style néoclassique[24]. Edward Barron Chandler, l'un des Pères de la Confédération, y a résidé durant toute sa carrière[24]. La maison est devenue un lieu historique national en 1971[24].
- Le Bell Inn est un site historique provincial.

Il y a aussi une attraction de bord de route à Dorchester: une sculpture de Bécasseau semipalmé (calidris pusilla).

### Médias
Les anglophones bénéficient des quotidiens Telegraph-Journal, publié à Saint-Jean et Times & Transcript, de Moncton. Ils ont aussi accès à l'hebdomadaire Sackville Tribune-Post, de Sackville. Les francophones bénéficient quant à eux du quotidien L'Acadie nouvelle, publié à Caraquet, ainsi que des hebdomadaires L'Étoile, de Dieppe, et Le Moniteur acadien, de Shédiac.
Deux journaux ont été publiés à Dorchester dans le passé : The Spectator (1897-1898) et le Dorchester Patriot (1909)

### Personnalités
- Henry Emmerson (1853 - 1914), premier ministre du Nouveau-Brunswick, mort à Dorchester ;
- Henry Read Emmerson (1883 - 1954), homme d'affaires et homme politique, né à Dorchester ;
- Daniel Lionel Hanington (1835 - 1909), premier ministre du Nouveau-Brunswick, mort à Dorchester ;
- Forbes Kennedy (1935 -), ancien joueur de hockey sur glace ;
- Pierre-Amand Landry (1846 - 1916), avocat, homme politique et juge, mort à Dorchester ;
- Henry O'Leary (1832 - 1897), homme d'affaires et homme politique, mort à Dorchester ;
- Albert James Smith (1822 - 1883), premier ministre du Nouveau-Brunswick, mort à Dorchester ;
- Roch Thériault dit « Moïse » (1947 - 2011), chef de secte, criminel, mort à Dorchester.